# Liebert Hieronymus Dorrien
Liebert Hieronymus Dorrien (1742 – 27. marts 1814) var en dansk officer, bror til Johan Dorrien.
Han var søn af en købmand i Hamborg Johan Ludvig Dorrien (1708-1754); moderen var født Matthiesen. Slægtens stamtræ kan føres tilbage til det 16. århundrede. Ved adelsbrev af 15. april 1776 blev såvel Liebert Hieronymus og Johan Dorrien af kejser Joseph II optaget i den tyske rigsadel.
Han indtrådte 1763 i dansk militærtjeneste som frivillig ved Fynske gevorbne Dragonregiment, utvivlsomt ved hjælp af bekendtskab til regimentets daværende chef, grev Carl von Görtz, der betegner ham som "et ungt, for Tjenesten vel anlagt Menneske, der ved sit Kjendskab til fremmede Sprog og sin Færdighed i Skrivning er meget duelig til Adjudanttjeneste, og som man kan gjøre en god Officer ud af". Sandsynligvis ved samme formående forbindelse blev han allerede 1765, uden at det kan ses, at han har beklædt nogen mellemliggende løjtnantsstilling, udnævnt til sekondkaptajn, hvilken grad forandredes til ritmester, da afdelingen senere fik navn af Fynske Regiment Ryttere; 1781 blev han major, 1790 oberstløjtnant og i denne egenskab forsat til Gardehusarregimentet som næstkommanderende. 1803 ved den nationale hærreforms ikrafttræden avancerede han med forbigåelse af oberstgraden til generalmajor i kavaleriet og udnævntes til 2. deputeret i Generalitetskollegiet. Da Christian VII med gehejmestatsrådet og nogle af regeringsdepartementerne i august 1807 ved det engelske overfald lod residensen forlægge først til Kolding, senere til Rendsborg, fulgte Dorrien med som chef for Generalitetets såkaldte rendsborgske afdeling. Ved tilbagekomsten blev han 1. deputeret, hvilken post han beklædte indtil sin død, 27. marts 1814.
Han var gift med Margrethe Cathrine f. Adrian (døbt 11. november 1744 i Sankt Petri Kirke – 18. juni 1795 i Ribe, gift 1. gang med Christian Gormsen Biering) og efterlod sig af dette ægteskab 3 ugifte døtre.